# ГЕС Zhāoyángsì
ГЕС Zhāoyángsì (朝阳寺水电站) — гідроелектростанція у центральній частині Китаю в провінції Хубей. Входить до складу каскаду у сточищі річки Апенг, правої притоки Уцзян, яка в свою чергу є правою притокою Янцзи (серед зведених нижче станцій можливо назвати ГЕС Дахекоу, яка знаходиться вже у провінції Чунцін).
В межах проекту Tángyáhé (верхня течія Апенг) перекрили бетонною гравітаційною греблею висотою 71 метр, довжиною 210 метрів та шириною по гребеню 12 метрів. Вона утримує водосховище з об’ємом 120,5 млн м3 (корисний об’єм 80 млн м3) та припустимим коливанням рівня поверхні у операційному режимі між позначками 488 та 509,5 метра НРМ.
Розташований на лівобережжі за пару сотень метрів від греблі машинний зал обладнали чотирма турбінами – трьома потужністю по 15 МВт та однієї із показником 30 МВт. За рік вони забезпечують виробництво лише 51 млн кВт-год електроенергії.